# Jailhouse Rock
Pour le film, voir Le Rock du bagne.
Pour les articles homonymes, voir Rock (homonymie).
Singles de Elvis Presley
Teddy Bear Don't
Clip vidéo
[vidéo] « Elvis Presley - Jailhouse Rock (1957) », sur YouTube
[vidéo] « The Blues Brothers - Jailhouse Rock (1980) », sur YouTube
Jailhouse Rock (Le Rock du bagne, en anglais) est une chanson de rock 'n' roll-rockabilly, écrite et composée par Jerry Leiber et Mike Stoller pour Elvis Presley, enregistrée chez RCA, pour le film musical Jailhouse Rock (Le Rock du bagne) de Richard Thorpe en 1957, et pour l'album Elvis' Golden Records de 1958. Elle est reprise avec succès entre autres par The Blues Brothers pour la bande originale du film Les Blues Brothers de 1980.

## Histoire
Elvis Presley est considéré comme l'inventeur du rockabilly avec sa reprise-tube That's All Right (Mama) de 1954. 

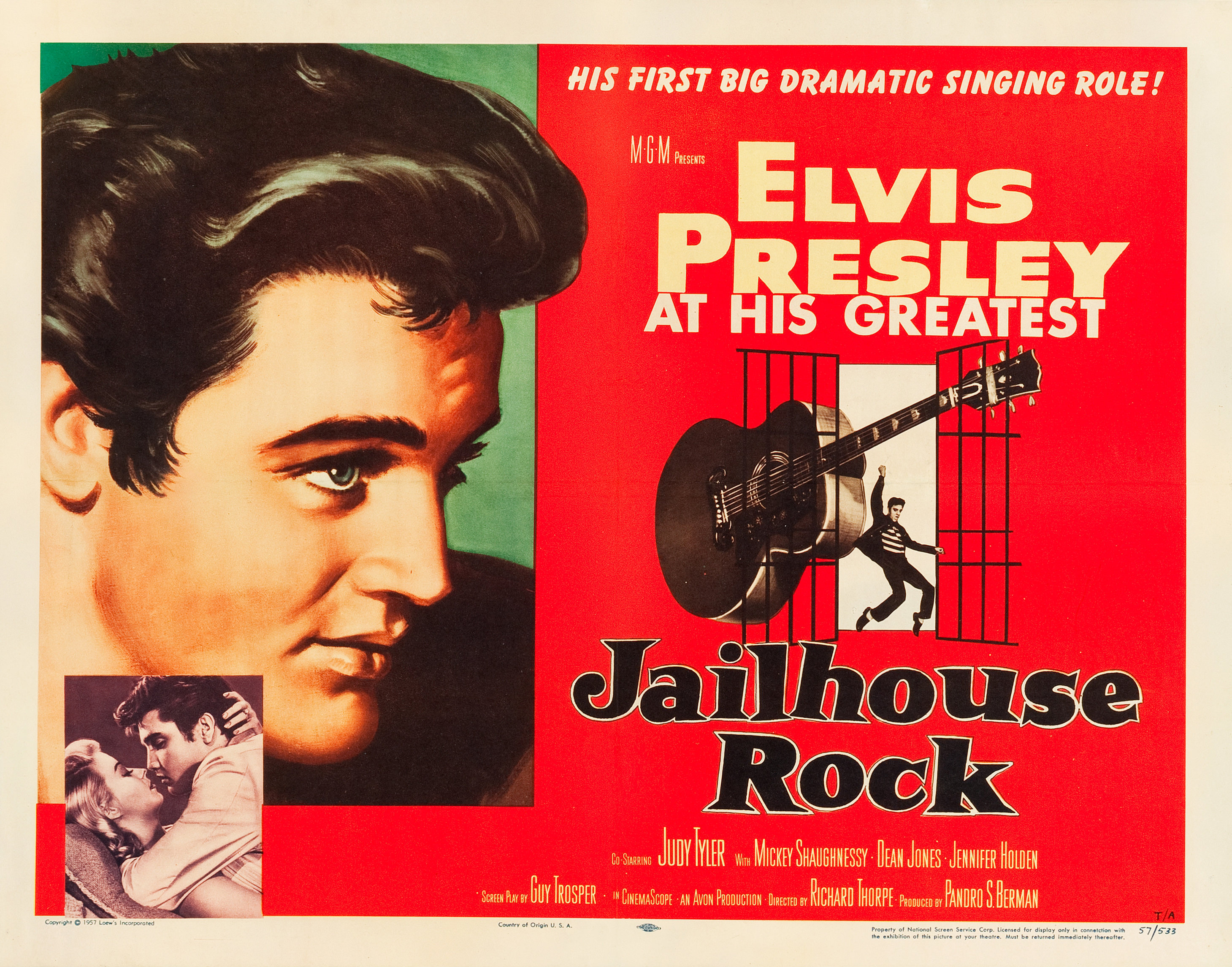
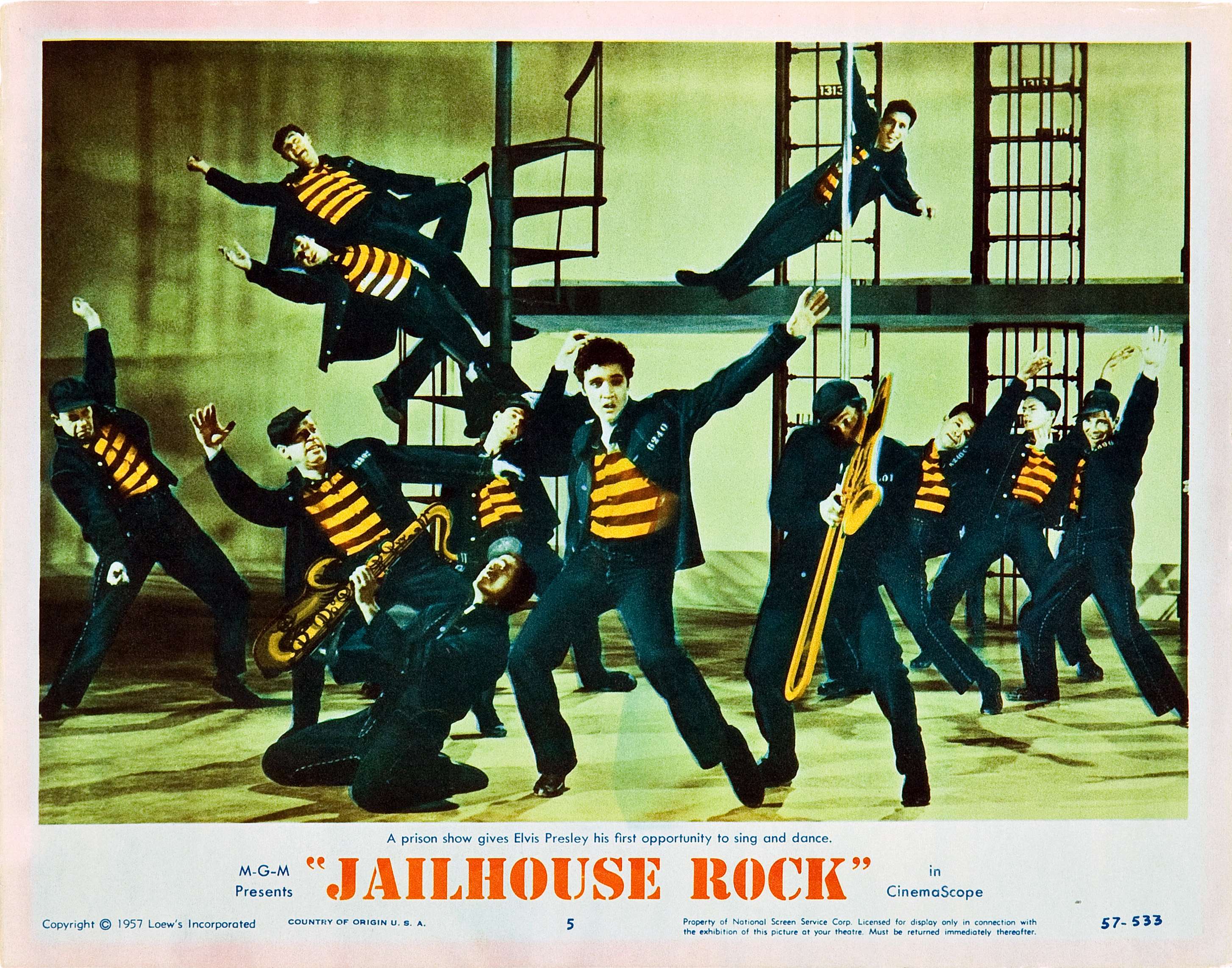
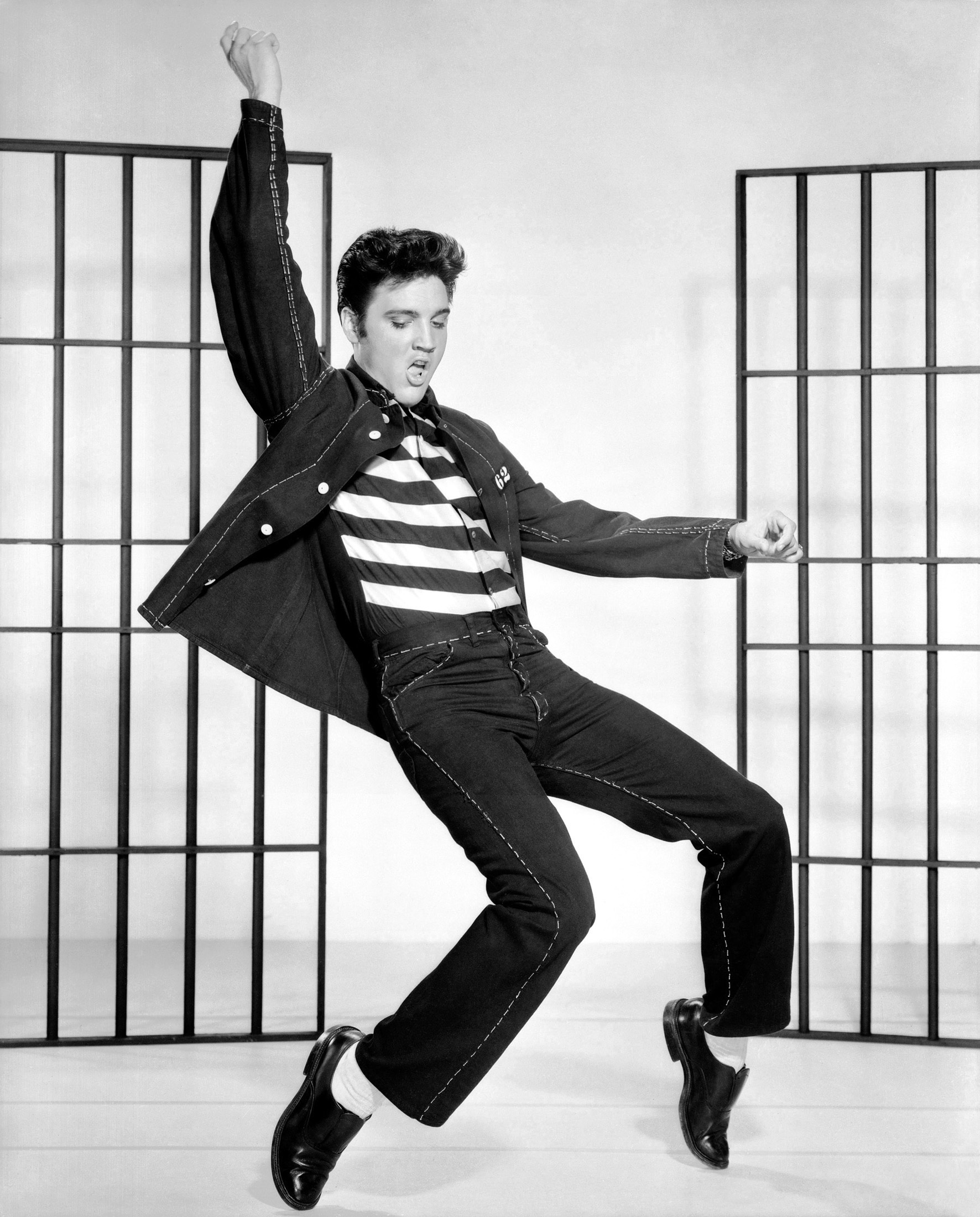
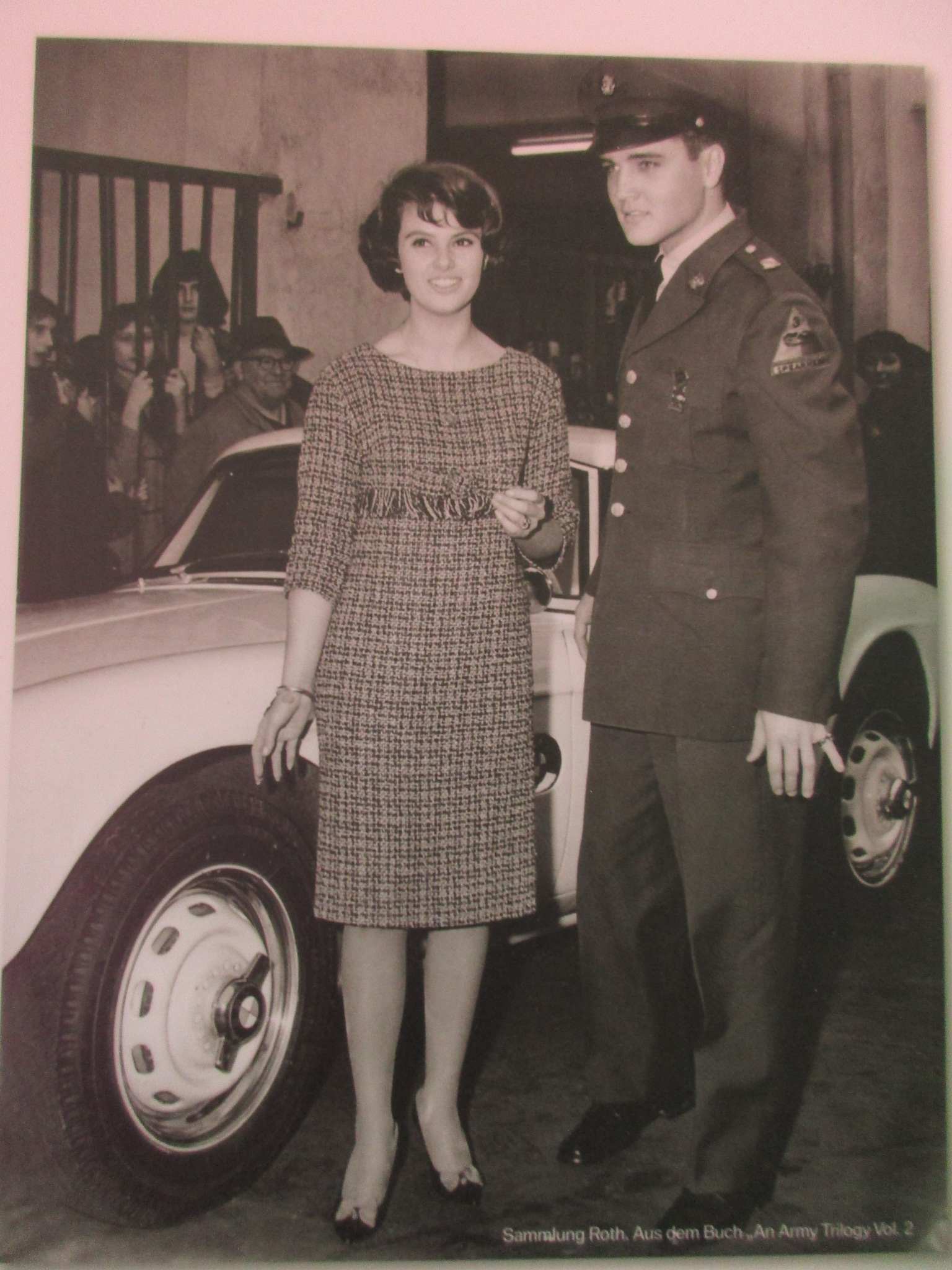

Ce tube de son 3e film Le Rock du bagne, de la Metro-Goldwyn-Mayer, enregistré chez Radio Recorders (en) et MGM d'Hollywood en Californie, sort 2 mois avant son départ ultra médiatisé pour son service militaire de 2 ans en Allemagne en décembre 1957. Il fait partie de ses premiers grands succès de star internationale des années 1950 (n°1 du Billboard Hot 100 américain, vendu à plus de 4 millions d’exemplaires) depuis ses premiers enregistrements historiques My Happiness et That's When Your Heartaches Begin de 1953, ou premier album Elvis Presley (album) et tube international Hound Dog de 1956 (des mêmes auteurs-compositeurs)... La chorégraphie du film imaginée par Elvis Presley (alors âgé de 22 ans) est considérée comme un des premiers clip vidéo de l'histoire de la musique. Le tandem Leiber-Stoller a également composé Treat Me Nice de la face B du 45 tours, ainsi que I Want to Be Free et (You're So Square) Baby I Don't Care (en) paru en EP en octobre pour accompagner la sortie du film.

## Classement
Le single se vend à plus de 4 millions d’exemplaires, n°1 du Billboard Hot 100 aux États-Unis, pendant sept semaines en octobre, novembre et décembre 1957. Ce tube international reste entre autres trois semaines en tête du hit parade britannique au début de l'année 1958
- N°1 du Billboard Hot 100
- Rock and Roll Hall of Fame
- Grammy Hall of Fame Award
- N°21 du AFI's 100 Years... 100 Songs de l'American Film Institute en 2016
- 67e plus grande chanson de tous les temps du magazine Rolling Stone en 2003.

## Reprises
Ce tube est repris depuis par plus de 60 interprètes, parmi lesquels :
- 1958 : Frankie Lymon and The Teenagers, album Rock 'N Roll With Frankie Lymon
- 1958 : Jerry Lee Lewis, enregistrement[10], et album Monsters de 1970
- 1960: Adriano Celentano
- 1969 : Jeff Beck, album Beck-Ola
- 1970 : Albert King, album Blues for Elvis – King Does the King's Things (en)
- 1971 : Fleetwood Mac, album Preaching The Blues - Live In Concert 1971
- 1974 : Queen, album Live at the Rainbow '74 (en)
- 1975 : ZZ Top, album Fandango!
- 1976 : Johnny Cougar, album Chestnut Street Incident (en)
- 1983 : The Residents, album Residue of the Residents
- 1987 : Mötley Crüe, album live Girls, Girls, Girls
- 1990 : The Cramps, compilation The Last Temptation of Elvis du New Musical Express
- 1994 : Michael Bolton et Carl Perkins, album It's Now or Never - The Tribute to Elvis
- 1996 : Les Forbans, album Rock'N Roll Story
- 1997 : Cliff Richard, album live The Rock 'n' Roll Years 1958-1963
- 2006 : Telex, album How Do You Dance?

## Cinéma et télévision
- 1957 : Le Rock du bagne (Jailhouse Rock), film musical de Richard Thorpe, par Elvis Presley.
- 1978 : ABC-jam session, par Olivia Newton-John, avec ABBA, et Andy Gibb[11].
- 1980 : Les Blues Brothers, de John Landis, bande originale du film et générique de fin, interprétée par The Blues Brothers.
- 2006 : Leroy et Stitch, de Walt Disney Pictures, générique de fin.
- 2012 : Just Dance 4 (jeu vidéo).
- 2018 : Riverdale, série télévisée, 2e épisode de la 3e saison, interprétée par les actrices Ashleigh Murray, Madelaine Petsch et Camila Mendes.
- 2019 : Ninho, lettre à une femme

#### Sur le rock et Elvis Presley
- Histoire du rock
- Chronologie du rock
- Discographie d'Elvis Presley
- Filmographie d'Elvis Presley
- Liste des chansons interprétées par Elvis Presley

#### Autres chansons sur les prisons
- 1964 : Le Pénitencier, de Johnny Hallyday
- 1965 : Sing Sing Song, de Claude Nougaro